# 弗蘭克·奈特
弗蘭克·H·奈特（Frank H. Netter，1906年4月25日-1991年9月17日）是一位美國外科醫生、著名醫學插圖畫家。出生於曼哈頓。1989年出版《人體解剖圖譜》（Atlas of Human Anatomy），該書最終成為重要的解剖學教科書之一。奈特一生共畫出了4,000多張醫學插圖，幷獲得諸多醫學獎項。

## 外部連結
- , Netter Digital Images (Elsevier),   [2013-01-12], （原始内容存档于2012-10-23）